# 12534 Дженхоет
12534 Дженхоет (12534 Janhoet) — астероїд головного поясу, відкритий 1 червня 1998 року.
Тіссеранів параметр щодо Юпітера — 3,342.